# Портал немецких алюмни

Портал немецких алюмни (от лат. alumnus (форма множественного числа: alumni) — бывший питомец, бывший студент, выпускник) является социальным сайтом, который предоставляет всем немецким алюмни — бывшим студентам, стипендиатам, учащимся, сотрудникам различных организаций и учреждений, в своё время обучавшимся, проходившим практику, посещавшим курсы немецкого языка либо работавшим в Германии, — возможность поддерживать контакт связь друг с другом и с Германией.
Проект поддерживается пятью немецкими организациями, работающими в сфере международного сотрудничества, и финансируется Федеральным министерством экономического сотрудничества и развития (BMZ).

## Цели и задачи
На Портале могут поддерживать связь и расширять сеть своих контактов, а также контактировать со своими учебными заведениями, организациями и предприятиями все те, кто обучался, занимался научной деятельностью, прошел курсы переподготовки либо работал в Германии. Портал предлагает посетителям возможность воспользоваться международной биржей труда, ознакомиться с информацией о потенциальных местах повышения квалификации и о мероприятиях немецких организаций за рубежом, рубрику «Немецкий язык», а также онлайн-сообщество. Портал является предложением для всех алюмни, независимо от того, в каком учебном заведении они учились или какая организация им оказывала поддержку. 
Благодаря широкой сети контактов организации, зарегистрированные на Портале, могут лучше координировать свою работу с алюмни. Кроме того, одной из целей является презентация потенциала немецких алюмни в сфере экономического сотрудничества. Как сами алюмни, так и представители различных предприятий и фирм могут найти на Портале сотрудников, экспертов либо партнеров для сотрудничества.

## Возникновние, история
Работа с алюмни — теми, кто закончил какое-либо учебное заведение либо прошел переквалификацию — ведется, как правило, исключительно внутри самих организаций, содействовавших обучению. Однако около 80 процентов всех выпускников зарубежных учебных заведений, а это приблизительно 14 000 человек в год, финансируют своё обучение самостоятельно. Поиск контактов этих выпускников до настоящего момента был очень сложным.
Этот факт стал отправной точкой для создания Портала. Он является единственным в своем роде порталом, который объединяет разные направления работы с алюмни, их компетенции и потенциал — для самих алюмни, организаций, которые финансировали обучение либо переквалификацию, и организаций, заинтересованных в контактах и сотрудниках во всем мире.
На настоящий момент на Портале зарегистрировано более 50 000 пользователей из 193 стран мира (по состоянию на июнь 2012).

## Структура
Ядро портала немецких алюмни — онлайн-сообщество, для пользования которым необходимо зарегистрироваться (регистрация является бесплатной). В онлайн-сообществе — социальной сети контактов — алюмни могут устанавливать контакты друг с другом, а также с организациями и предприятиями. Кроме того, они имеют возможность вести на портале свои блоги.
Одна из рубрик, по многим позициям открытых в том числе и для незарегистрированных пользователей, — «Службы» — дает возможность познакомиться с различными предложениями и тематическими импульсами. Сюда относятся рубрика «Работа», календарь мероприятий, рубрика «Немецкий язык», предложения учебных заведений различной профессиональной направленности и редакции, в том числе из сфер экономики, науки и исследований, культуры. Предприятия и организации могут предлагать свои вакансии в рубрике «Работа», искать сотрудников на местах в базе данных, а также партнеров и экспертов, объявлять о своих мероприятиях.
Предложения портала представлены на немецком и английском языках. Коммуникация в онлайн-сообществе возможна на любом языке.

## Партнеры и спонсоры
Портал немецких алюмни опирается на принципы междисциплинарности и сотрудничества различных организаций. В этом совместном проекте участвуют пять организаций, которые работают в сфере международного сотрудничества: 
- Фонд Александра фон Гумбольдта Архивная копия от 3 сентября 2011 на Wayback Machine (AvH)
- Центр международной миграции и сотрудничества Архивная копия от 20 августа 2011 на Wayback Machine (CIM)
- Германское общество международного сотрудничества Архивная копия от 3 сентября 2011 на Wayback Machine (GIZ)
- Германская служба академических обменов (DAAD)
- Институт имени Гёте (GI)

Сотрудничество поддерживают также более десяти стратегических партнеров, в том числе Федеральное министерство иностранных дел, Федеральное министерство образования и научных исследований и различные политические фонды, как, например, фонд им. Фридриха Эберта, фонд им. Конрада Аденауэра, фонд им. Генриха Бёлля. 